# Rhaucus serratus
Rhaucus serratus is een hooiwagen uit de familie Cosmetidae. De originele naamcombinatie (protoniem) was Meterginus serratus Roewer, 1912(d). Na 2024, de soortnaam is bijgewerkt naar de latere formatie Rhaucus serratus (Roewer, 1912) in Pinzón-Morales & Pinto-da-Rocha, 2024.